# Germanabenzeen

Structuurformule van germanabenzeen.

Germanabenzeen (C5H6Ge) is de stamverbinding van een groep stoffen die in hun structuur een benzeenring bezitten waarin een van de koolstofatomen is vervangen door een germaniumatoom. Germanabenzeen is niet zelf bereid maar een aantal naftaleenderivaten zijn onder leiding van Norio Nakata beschreven. De germanium-koolstofbinding in de stof wordt door een ruimtelijk zeer grote groep, de 2,4,6-tris[bis(trimethylsilyl)methyl]fenyl-groep, afgeschermd van mogelijke reactanten:

Derivaat van germanabenzeen met de 2,4,6-tris[bis(trimethylsilyl)methyl]fenyl-groep als afschermde R-groep.

Deze verbinding is aromatisch op dezelfde manier als silabenzeen en stannabenzeenverbindingen.

## Kwantummechanische noten
Ten aanzien van de kwantummechanica gelden dezelfde opmerkingen als voor silabenzeen. Hooguit dat de aangevoerde argumenten voor de mindere stabiliteit van germanabenzeen ten opzichte van benzeen nog sterker gelden, omdat germanium nog een extra knoopvlak in zijn moleculaire orbitalen heeft, en een nog grotere ruimtelijke uitgebreidheid.

## Andere heteroaromatische verbindingen
Vergelijkbare verbindingen met een aromatische 6-ring zijn: borabenzeen, silabenzeen, stannabenzeen en fosforine.